# Стенин, Борис Андрианович
Борис Андрианович Стенин (род. 17 января 1935, Арти, Свердловская область, СССР — ум. 18 января 2001, Москва, Россия) — советский конькобежец, 3-кратный абсолютный чемпион СССР (1960, 1962, 1963), бронзовый призёр (1962); чемпион мира (1960), серебряный (1960) и бронзовый призёр (1962) чемпионата Европы в многоборье, обладатель "Золотого Эдельвейса". Удостоен звания лучшего конькобежца мира (1960). Заслуженный мастер спорта СССР (1960), заслуженный тренер СССР (1976), лауреат приза Оскара Матисена (1960), доктор педагогических наук, профессор.

## Биография
Борис Стенин родился в посёлке Арти Свердловской области, где и начал тренироваться — юношей пытался заниматься футболом и хоккеем. В 15-летнем возрасте, в1950 году начал заниматься конькобежным спортом у тренера И. В. Зыкова в обществе «Труд» в Свердловске (ранее представлял общество «Металлург»).
Уже спустя несколько месяцев после начала тренировок Борис Стенин выполнил II взрослый разряд, а через год - I взрослый Тогда же поступил в Свердловский горно-металлургический техникум. В 1953 году впервые выступил на первенстве СССР среди юношей и занял первое место на дистанции 500 метров.
В 1956 году Стенин выполнил норматив мастера спорта СССР, окончил техникум.
В 1957 году приглашен в сборную конькобежцев СССР и начал тренироваться под руководством Евгения Сопова.
В 1958 году Борис Стенин принял участие в матче конькобежцев СССР и Швеции. Он показал лучший результат в многоборье, а также на дистанциях 500 и 1500 метров. Дебютировал на чемпионате СССР в Свердловске, заняв там 8-е место в многоборье. Тогда же выиграл соревнования на приз им. Кирова.
В 1959 году Стенин дебютировал на чемпионате Европы в Гётеборге, где он занял третье место на дистанции 1500 метров и восьмое в многоборье. В марте выиграл второй год подряд приз им. Кирова в многоборье.
В 1960 году добился самых значимых побед в своей карьере. Борис Стенин стал чемпионом СССР в многоборье, серебряным призёром на чемпионате Европы в Осло, завоевал звание чемпиона мира на чемпионате мира в Давосе, опередив ближайшего соперника на 2,7 очка. В этом же году стала чемпионкой мира и его жена Валентина Стенина. Борис и Валентина стали первыми супругами, выигравшими звание чемпионов мира.
На зимних Олимпийских играх в Скво-Вэлли Стенин стал бронзовым призёром на дистанции 1500 метров. В 1960 году он был признан лучшим конькобежцем года и получил приз имени Оскара Матисена.
В 1961 году Стенин стал бронзовым призёром чемпионата СССР в многоборье. На чемпионате Европы в Хельсинки стал восьмым и на чемпионате мира в Гётеборге получил малую бронзовую медаль на дистанции 1500 метров, став пятым в сумме многоборья. В марте на 2-й зимней Спартакиаде РСФСР занял 2-е место в забеге на 1500 метров и 3-е в многоборье.
В 1962 году Стенин вновь выиграл чемпионат СССР, стал бронзовым призёром чемпионате Европы в Осло в многоборье и победил на дистанции 1500 метров. В этом же году окончил Омский государственный институт физической культуры. На чемпионате мира в Москве Борис Стенин лидировал после трёх дистанций с преимуществом 1,2 очка, но неудача на дистанции 10000 метров (14-е место) отбросила его на четвёртое место в многоборье. В конце сезона на чемпионате СССР выиграл "бронзу" на 1500 метров.
В 1963 году Стенин стал третий раз чемпионом СССР, на чемпионате Европы в Гётеборге занял первые места на дистанциях 500 и 1500 метров, но лишь пятое место в многоборье, уступив четырём норвежским конькобежцам. На чемпионате мира в Каруизаве занял 3-е место на 500-метровке, но в итоге финишировал на 14-м месте в многоборье. На 5-й зимней Спартакиаде профсоюзов РСФСР одержал победу в мини многоборье.
В 1964 году завершил карьеру спортсмена.

### Карьера тренера
В 1964 году, в возрасте 29 лет, Борис Стенин начал тренерскую карьеру в Свердловске. Через два года команда Свердловска стала сильнейшей на спартакиаде народов СССР, и Борис Стенин был приглашен на тренерскую работу в сборную СССР. В 1968 году перешёл на работу в Институт физкультуры. С 1969 по 1972 годы Стенин — аспирант и преподаватель Института физкультуры.
В 1973 году Борис Стенин вернулся к практической тренерской работе — он стал тренером женской сборной команды СССР. Под руководством Стенина женская команда советских конькобежек добилась значительных успехов. В эти годы на международной арене успешно выступали Татьяна Аверина, Вера Брындзей, Наталья Петрусева, Галина Степанская. Они выигрывали чемпионаты Европы, мира и становились олимпийскими чемпионками. В 1976 году Борису Стенину было присвоено звание Заслуженный тренер СССР.
В 1984 году на Зимних Олимпийских играх в Сараево женщины завоевали «только» три бронзовые медали. Руководство советского спорта было неудовлетворенно таким результатом, и Борис Стенин был освобожден от работы в сборной команде.

### Преподавательская и научная деятельность
В 1970 году Стенин опубликовал книгу «Тренировка сильнейших конькобежцев мира», в которой он провел анализ тренировок сильнейших конькобежцев мира и научно обосновал изменение биохимических и психологических аспектов вследствие тренировок. В 1973 году защитил кандидатскую диссертацию на тему: «Факторы определяющие физическую подготовленность конькобежцев». Борис Стенин автор более 60 научных работ в области теории и методики конькобежного спорта.
Борис Стенин вернулся в Институт физкультуры на преподавательскую деятельность — стал заведующим кафедрой коньков. Он публиковал множество научных статей, принимал участие в научных конференциях. В 1994 году защитил докторскую диссертацию на тему: «Теоретико-методические основы совершенствования технико-тактического мастерства конькобежцев в процессе многолетней тренировки». Доктор педагогических наук, профессор. Стенин стал членом технического комитета Международного союза конькобежцев. Он продолжал свою научную и преподавательскую деятельность вплоть до своей смерти в 2001 году.

### Личная жизнь и семья
В Свердловске в 50-х годах встретился со своей будущей женой Валентиной Милославовой, которая также занималась конькобежным спортом, и которая впоследствии стала чемпионкой мира. В 1968 году вместе с женой переехал в Москву. Они прожили вместе более сорока лет, вплоть до смерти Бориса Стенина в 2001 году. Борис Андрианович скончался 18 января 2001 года, похоронен на Троекуровском кладбище в Москве.

### Результаты
| Год  | Чемпионат СССР     | Чемпионат Европы    | Чемпионат мира       | Олимпийские игры |
| ---- | ------------------ | ------------------- | -------------------- | ---------------- |
| 1958 | 8-е (6, 104, 5, /) |                     |                      |                  |
| 1959 |                    | 8-e · (4, 20, , 14) |                      |                  |
| 1960 | · (, , 6)          | · (, 8, , 12)       | · (, 8, , 5)         | 1500 м           |
| 1961 | · (9, 5, 5, 10)    | 7-e (4, 13, 12, 8)  | 5-e · (6, 7, , 9)    |                  |
| 1962 | · (, , 6)          | · (, 11, , 11)      | 4-e · (, 12, , 14)   |                  |
| 1963 | · (6, , , 13)      | 5-e · (, 13, , 12)  | 14-e · (, 15, 9, 16) |                  |

- В скобках указаны места по отдельным дистанциям, в порядке забегов (500 м, 5000 м, 1500 м, 10 000 м)

## Награды
- Орден Трудового Красного Знамени (16.09.1960) — за успешные выступления в XVII летних и VIII зимних Олимпийских играх 1960 года, а также за выдающиеся спортивные достижения[10]

## Память
В 2015 году установлена мемориальная доска на доме, где жил Б. А. Стенин (улица Ленина, 48).